# Microzaena
Microzaena is een geslacht van kevers uit de familie van de loopkevers (Carabidae). De wetenschappelijke naam van het geslacht is voor het eerst geldig gepubliceerd in 1901 door Fairmaire.

## Soorten
Het geslacht Microzaena omvat de volgende soorten:
- Microzaena angustior Alluaud, 1935
- Microzaena chrysomeloides Basilewsky, 1979
- Microzaena levis Alluaud, 1935
- Microzaena madecassa Fairmaire, 1901